# 巴斯克乳酪蛋糕
巴斯克乳酪蛋糕（La Vina San Sebastian Yanık Cheesecake），簡稱巴斯克蛋糕，是1990年發明的一種乳酪蛋糕，以發明的地點西班牙巴斯克地區命名，特點是只加非常少量的小麥粉幫助蛋糕定型，蛋糕的主體像真正的乳酪一樣潮濕鬆軟，從外側烤至焦黑並具有浓厚的焦糖味。

## 名稱
位于西班牙的圣塞瓦斯蒂安蛋糕店La Viña把根据其配方制作的乳酪蛋糕称为燒焦的乳酪蛋糕（burned cheesecake），因此巴斯克地区并不使用巴斯克乳酪蛋糕（Basque cheesecake）这一译名。
2018年，以巴斯克乳酪蛋糕这一译名（日语：バスクチーズケーキ）流行于日本。2019年10月份左右于港台流行。

## 简介
有将表面烤至焦黑并将一面裹上焦糖，蛋糕内部柔软的特征。做法通常是将奶油芝士、雞蛋、砂糖、小麦面粉、鲜奶油等混合搅拌后用烤箱烤製後冷藏而成。但是也有不是用小麦粉制作的方法。有浓厚的的起司风味，也有将葡萄酒与其搭配的吃法。。尽管是烤至焦黑的起司蛋糕，内部却入口即化并且没有糊味。

## 来历

### La Viña

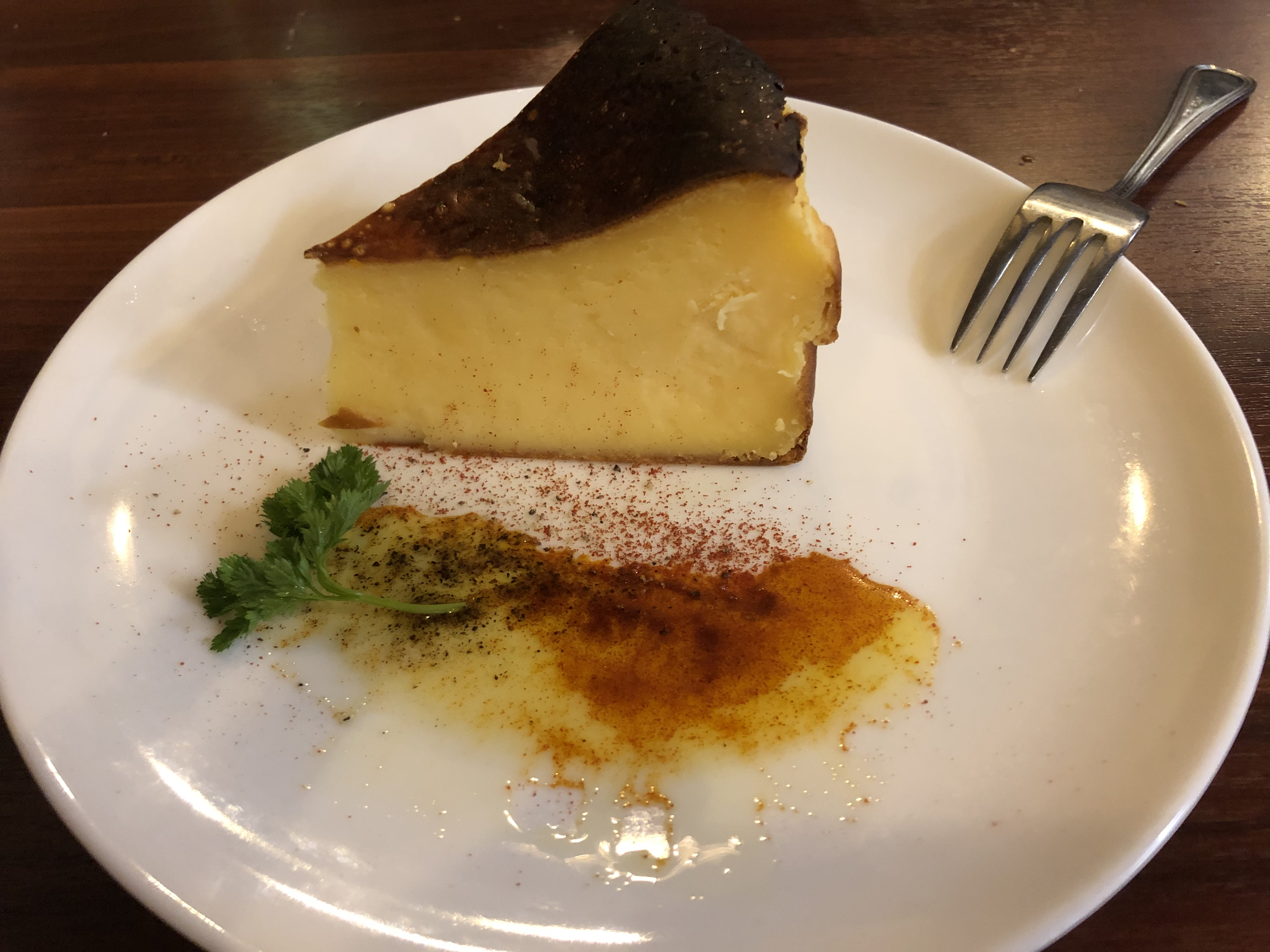
日本的スペインバル面包店制作的巴斯克起司蛋糕（ 东京涩谷区）

由位于西班牙北部，吉普斯夸省的圣塞瓦斯蒂安的名为La Viña的餐厅发明了这种蛋糕，这种将外侧烤焦的乳酪蛋糕首先在日本流行。2019年10月份左右在台灣的雜誌上首次登場，獲得了熱烈歡迎，成為了台灣甜品店的必備蛋糕之一。同年11月傳入香港，隨後2021年又從香港傳入中國大陸。La Viña目前已将这种蛋糕的作法公布于世，任何人都能了解巴斯克起司蛋糕的详细作法。

### 日本西点店的引入
2018年7月，于東京港区的巴斯克起司蛋糕专卖店GAZTA开业，采用La Viña风格的菜单并将这种蛋糕命名为巴斯克起司蛋糕。随着巴斯克起司蛋糕专卖店的开业，使巴斯克起司蛋糕在日本大受欢迎。

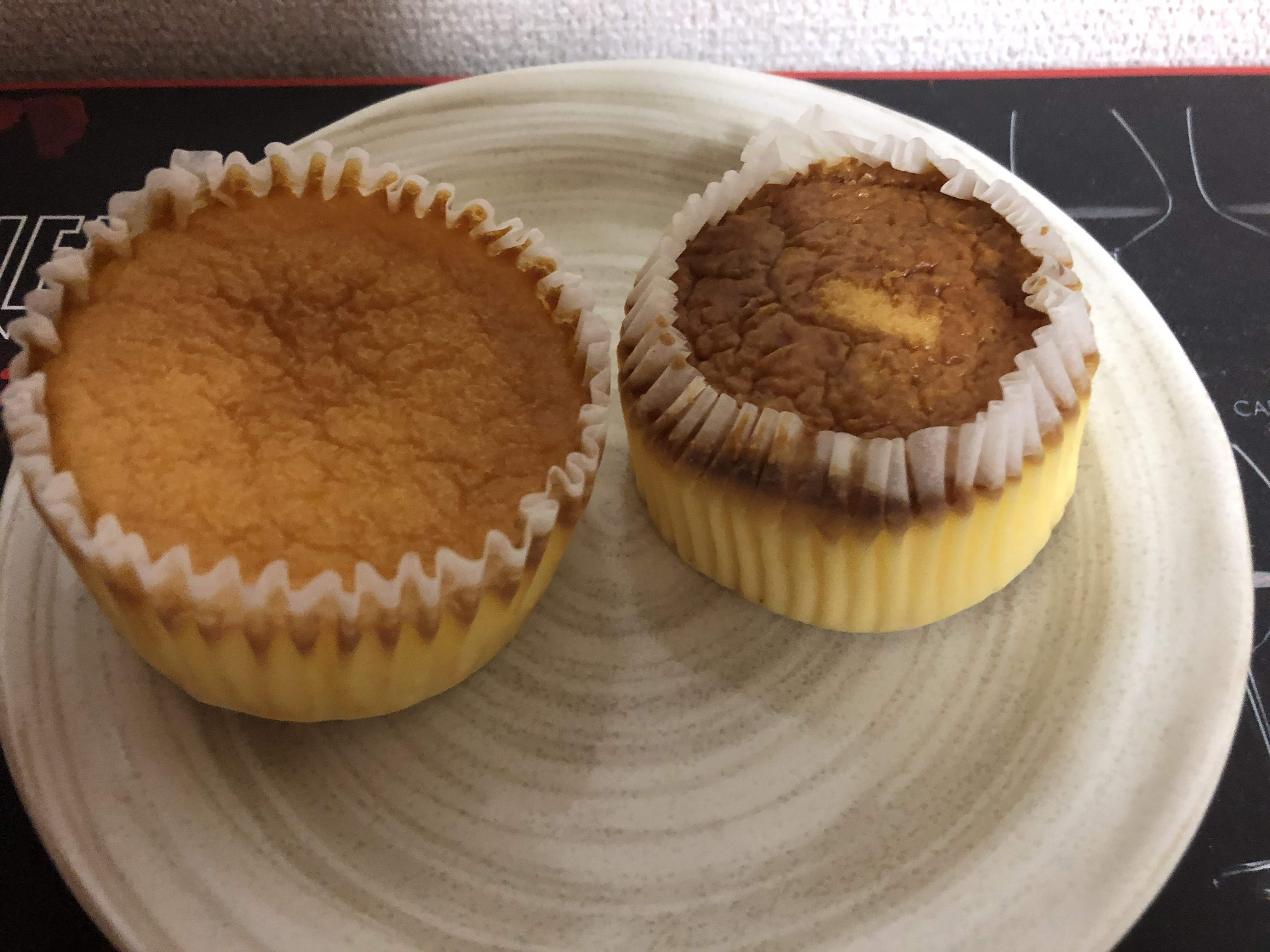
如图，于日本便利店出售的巴斯克起司蛋糕。左图为711的商品，右图为罗森的商品。